# Silvio Poma
Silvio Poma, né en 1840 à Trescore Balneario et mort en 1932 à Turate, est un peintre de la Lombardie (Italie).

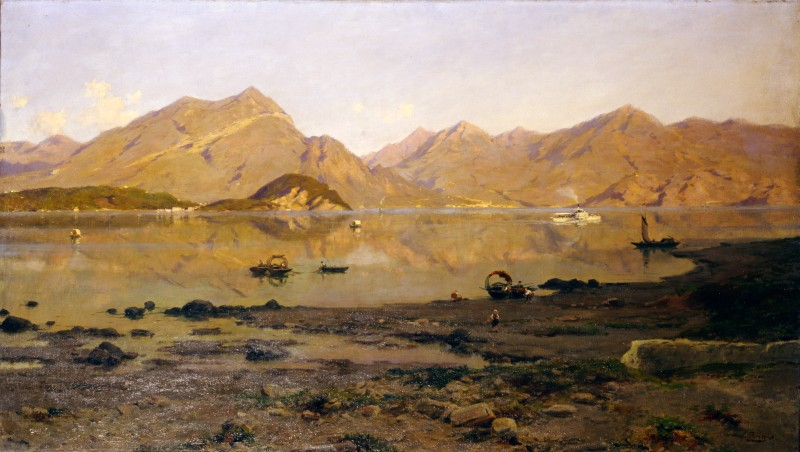
Lac de Côme ou Paysage lacustre

## Biographie

### Naissance
Silvio Poma naît en 1840 à Trescore Balneario.

### Carrière militaire
À vingt ans  il s'engage en 1859 et en 1860, avec le grade de sous-lieutenant dans le 56e d'infanterie, il quitte le Collège militaire d'Ivrée. Il fait campagne contre le brigandage dans les provinces du sud, puis est promu lieutenant dans la 40e infanterie lors de la campagne de 1866. Malade de fièvres et fatigué d'une vie difficile, il se retire dans sa ville natale.

### Carrière artistique
Il tombe amoureux de la peinture, à laquelle il se consacre, se faisant connaître après quelques années, en 1875, avec le tableau Machbet e le streghe nel bosco di Dunsinana avec lequel il concourt et gagne le prix Mylius et l'œuvre est achetée par l'Académie de Brera.
En 1876, à l'exposition de Naples, il se fait remarquer par deux tableaux : De Malgrate à Lecco acheté par S. M. Vittorio Emanuele, qui se trouve à la R. Pinacoteca di Capodimonte, et Monte Barro acheté par un gentilhomme étranger. Il participe à de nombreuses autres expositions et a l'honneur de voir son tableau Coucher de soleil à Val Madrera acheté par S.A.R. la Duchesse de Gênes et l'autre Feriolo acheté par S.M. Umberto Ier. En 1880, à Turin, il vend tous ses tableaux en une seule fois, et reçoit plusieurs commandes, dont celle de la Cave di Baveno sul Lago Maggiore qui appartient maintenant à M. Besozzi. À l'Exposition nationale de Milan en 1881, il envoie : Abbadia sur le lac Lecco; Monterosso; Lac Lecco; Punta di Pallanza, lac Majeur; à celle de 1883, Riva près d'Abbadia; A bosco luganese; Bosco di castagno; Lago di Pescate; à Rome en 1883, Lago di Garda; Lago di Pescate; à l'Exposition de Turin en 1884, il montre : Il bosco di Pianazzo a bosco Luganese; Rive di Vercurago; le Monte Rosa; les environs de Sesto Coalende; Lago di Lugano, ramo d'Agno; à Milan en 1886 il a : I corni di Canzo di Valmadrera; Il monte San Martino; Il monte Legnone; Panorama di Lecco; à Venise en 1887 : Il Ponte di Lecco; Pescarenico sull' Adda et Sul Lago et enfin à Bologne en 1888 : Alture di Menaggio; La punta di Bellaggio et Pescarenico e il Monte San Martino.

### Mort
Silvio Poma meurt en 1932 à Turate.